# Alampyris flavicollis
Alampyris flavicollis är en skalbaggsart som beskrevs av Maria Helena M. Galileo och Martins 2005. Alampyris flavicollis ingår i släktet Alampyris och familjen långhorningar.
Artens utbredningsområde är Costa Rica. Inga underarter finns listade i Catalogue of Life.